# Easington (Lancashire)
Easington – wieś i civil parish w Anglii, w Lancashire, w dystrykcie Ribble Valley. W 2001 civil parish liczyła 52 mieszkańców.